# Bouryia
Bouryia is een geslacht van uitgestorven weekdieren uit de klasse van de Gastropoda (slakken).

## Soorten
- Bouryia antediluviana (Deshayes, 1861) †
- Bouryia aurita Le Renard, 1997 †
- Bouryia cirsochilus (Cossmann & Pissarro, 1902) †
- Bouryia cossmanni Le Renard, 1997 †
- Bouryia cyclops Le Renard, 1997 †
- Bouryia cylindrata (Briart & Cornet, 1887) †
- Bouryia distensa (Cossmann, 1888) †
- Bouryia dupuisi Le Renard, 1997 †
- Bouryia gliberti Le Renard, 1997 †
- Bouryia jeurensis (Bezançon, 1870) †
- Bouryia leobinensis Le Renard, 1997 †
- Bouryia lutetiana (Glibert, 1962) †
- Bouryia marinesiana Le Renard, 1997 †
- Bouryia microstoma (Deshayes, 1824) †
- Bouryia minor (Briart & Cornet, 1887) †
- Bouryia nincki (Cossmann & Pissarro, 1913) †
- Bouryia parisiensis (Deshayes, 1861) †
- Bouryia polygyrata (Cossmann, 1888) †
- Bouryia ponsi Le Renard, 1997 †
- Bouryia pruvosti Le Renard, 1997 †
- Bouryia pupina Le Renard, 1997 †
- Bouryia roberti Pachaud, 2011 †
- Bouryia vardonica (Roman, 1912) †
- Bouryia vouastensis Le Renard, 1997 †